# Rex Raab
Rex Raab (* 7. April 1914 in London; † 18. März 2004 in Filderstadt) war ein britischer Architekt und Anthroposoph. Raab war auch als Städteplaner, Innenarchitekt und Möbelgestalter tätig. Er war für Teile der Innenarchitektur des Goetheanum verantwortlich.

## Leben
Raab studierte ab 1931 Architektur am Northern Polytechnic (heute: University of North London) in London. Nach Tätigkeiten in verschiedenen Londoner Büros erreichte er 1938 sein Abschluss-Diplom am Royal Institute of British Architects, dessen Mitglied er war. Nachdem er im April 1935 Mitglied der Anthroposophischen Gesellschaft wurde, betrieb er von 1936 bis 1939 Plastikstudien am Goetheanum in Dornach.
Raab wirkte als Werklehrer an der Freien Waldorfschule Stuttgart – der ersten Waldorfschule – und entwarf Möbel für die Möbelfabrik Erwin Behr in Wendlingen am Neckar. Neben seinem Engagement im Anthroposophischen Arbeitskreis betrieb er seit 1954 ein Architekturbüro in Engelberg. Neben Schul- und Kindergartenbauten für die Waldorfbewegung beteiligte er sich in den 1960er und 1970er Jahren am Innenausbau des Goetheanums. Dort war er neben der Gestaltung des Großen Saals auch am Garderobenbereich und dem Ausbau des Englischen Saals beteiligt. In Berlin entwarf er zusammen mit Helmuth Lauer die Kirche der Christengemeinschaft.
Darüber hinaus gestaltete er das Pädagogisch-soziale Zentrum in Dortmund, die Waldorfschule Engelberg, den Ekkharthof in Lengwil und war am Bau der Rudolf-Steiner-Schule in Salzburg beteiligt.
Rex Raab war mit der Pianistin Grete Scherzer verheiratet.

## Publikationen (Auswahl)
- Offenbare Geheimnisse. Vom Ursprung der Goetheanumbauten, Verlag am Goetheanum 2011, ISBN 978-3-7235-1397-2.
- Oswald Dubach. Bildhauer 1884-1950: Eine Werkmonographie, Verlag am Goetheanum 2008, ISBN 978-3723513545.
- In die Welt schauen – die Menschen lieben. Fragmente einer Autobiografie, Verlag am Goetheanum 2008, ISBN 978-3-7235-1334-7.
- Goetheanum Baublätter 2. Sieben Säulenkapitelle als Offenbarer von Stützkräften. Zeichnungen Texte Daten, Verlag am Goetheanum 1995, ISBN 3-7235-0706-9.
- Edith Maryon. Bildhauerin und Mitarbeiterin Rudolf Steiners, Verlag am Goetheanum 1993, ISBN 978-3723506486.
- Goetheanum Baublätter 1. Grundrisse Schnitte Ansichten. Erstes und Zweites Goetheanum, Verlag am Goetheanum 1990, ISBN 3-7235-0498-1.
- mit Arne Klingborg: Die Waldorfschule baut, Freies Geistesleben 1982, ISBN 978-3772502408.
- mit Arne Klingborg und Ake Fant: Sprechender Beton. Wie Rudolf Steiner den Stahlbeton verwendete, Verlag am Goetheanum 1972, ISBN 978-3723500958.